# استان باکو
استان باکو (ترکی آذربایجانی: Bakı iqtisadi rayonu) یا منطقهٔ اقتصادی باکو یکی از ۱۴ استان آذربایجان است. این استان از غرب با استان آب‌شوران–خیزی و از شرق با دریای خزر همسایه است. این استان از ناحیهٔ شهر باکو، پایتخت جمهوری آذربایجان تشکیل شده‌است. مساحت آن ۲٬۱۴۰ کیلومتر مربع (۸۳۰ مایل مربع) و جمعیت آن در ژانویهٔ ۲۰۲۱ حدود ۲٫۳ میلیون نفر تخمین زده شده‌است.

## تاریخ
استان باکو در ۷ ژوئیهٔ ۲۰۲۱ به عنوان بخشی از اصلاحات تقسیمات کشوری جمهوری آذربایجان تأسیس شد. قلمرو آن تا قبل از سال ۲۰۲۱ بخشی از استان آب‌شوران بود.